# 1988 au Yukon
Chronologie du Yukon
- 1984
- 1985
- 1986
- 1987
- 1988
- 1989
- 1990
- 1991
- 1992

Cette page concerne des événements d'actualité qui se sont produits durant l'année 1988 dans le territoire canadien du Yukon.

## Politique
- Premier ministre : Tony Penikett (NPD)
- Chef de l'Opposition officielle : Willard Phelps (Parti progressiste-conservateur)
- Commissaire : John Kenneth McKinnon
- Législature : 26e

## Événements
- Conclusion de la première entente Canada-Yukon sur les services en français[1].
- Adoption de la Loi sur les langues[1].
- Mise sur pied du Bureau des services en français (BSF)[1].
- 21 novembre : Le Parti progressiste-conservateur de Brian Mulroney remporte les élections générales et formera un gouvernement majoritaire. Dans la circonscription du territoire du Yukon, Audrey McLaughlin du NPD est réélu pour un deuxième mandat face aux trois adversaires, Charlie Friday du progressiste-conservateur, Joe Jack du libéral et Jacob de Raadt du premier candidat du Parti de l'héritage chrétien.

## Décès
- 24 août : Frederick Howard Collins (en), commissaire du Yukon (º 1897)